# 相本芳彦
相本 芳彦（あいもと よしひこ、1956年〈昭和31年〉5月17日 - ）は、日本のフリーアナウンサー、政治活動家。元北日本放送アナウンサー。富山県高岡市出身。血液型はB型。

## 経歴
実家は高岡市内の石鹸・雑貨問屋。相本の代表番組の1つであった『コンビニラジオ相本商店いらっしゃいませ〜』とその後FMいみずで担当している『相本商店射水店』の番組名、現在の公式サイトのタイトルは、この家業の屋号であった「相本商店」に由来するものである。
富山県立高岡高等学校を経て、慶應義塾大学法学部政治学科卒業。1979年に北日本放送入社。放送では頻繁に富山弁（高岡弁）を多用するが、一人称は「わたし」もしくは「オレ」で、局アナ時代より一貫して「僕」とは言わない。長年にわたりテレビ・ラジオを問わず数多くの番組に出演し、北日本放送で最も知名度のあるアナウンサーの一人であった。退職時の役職はラジオセンター部長。
1996年に最初の妻と死別。2008年5月に再婚している。かつての部下で同じ事務所のフリーアナウンサー鍛治絵里子は義理の娘にあたる。
幼少の頃から映画や漫画、音楽に非常に造詣が深く、アナウンサーにならなければ映画会社への就職を考えていた程の映画好きである。

## KNB退職、国政選挙出馬
2009年1月20日、富山市に来訪した民主党代表（以下、肩書き等はすべて当時）の小沢一郎から第45回衆議院議員選挙において、富山3区への出馬要請を受ける。同選挙区は現職の国民新党代表綿貫民輔が比例北陸信越ブロックへの転出を表明しており、後任候補が模索されていた。出馬要請の翌日から番組出演を降板し、1月26日、辞表を提出し受理された。その後ANAクラウンプラザホテル富山で小沢代表と会談し、出馬する意向を伝えた。
2月4日、小沢の求めに応じて社会民主党副党首の又市征治が会談、相本を無所属の野党統一候補とした。国民新党にも協力を働きかけたが、国民新党は富山1区と2区においては支援したものの、綿貫代表の地元である3区においては「ノータッチ」と態度を明確にしなかった（同じ砺波地方在住で、親交のある柴田巧への配慮もあったという）。
民主党の第45回衆院選への現職アナウンサーの擁立は、元NHKアナウンサー斉木武志の静岡7区への擁立、元南海放送（RNB）アナウンサー永江孝子の愛媛1区への擁立（いずれも民主党公認）に続いて、3例目であった。
第45回衆院選では105,483票を得たが、前高岡市長で高岡高校の後輩でもある自民党新人の橘慶一郎におよそ29,000票及ばず落選した。前述の2人のアナウンサーはいずれも比例区にて復活当選を果たしており、民主党の公認を受けられたか否かが明暗を分ける結果となった。民主党副代表の石井一は投票日前の8月27日に「（相本を）民主党の公認候補にしていたらよかったと思う」と発言している。
この選挙戦を通じて相本は、相手陣営からの誹謗・中傷に苦しんだと主張している。後援会の代表世話人名で公式サイトに「いわれなき誹謗・中傷に関する情報について」という文書を掲載した。この誹謗・中傷については、2004年5月の高岡市長選で橘と争った向井英二も、7月18日付の自身のブログに「相手の誹謗・中傷をさも得意げに発信している陣営がいる。かって、小生も犠牲者になった。」「相手候補を陥れるのみに、悪知恵を働かすのは、有権者に対するボウトクだ」と自らの経験を綴り、相手陣営を批判した。ただ、いずれの例も当事者としての発言であるため、事の真偽やその程度については定かでない。
2010年2月、同年7月に実施される第22回参議院議員通常選挙に相本を富山県選挙区から民主党公認で擁立することが党富山県連から発表された。連立相手の社民党との協議が難航したが、4月2日に党本部の公認が決定した。
この選挙において、富山県選挙区の民主党公認候補としては史上最多となる22万票余りを獲得したものの、自民党元職の野上浩太郎に約10万票差で敗れ、落選した。

### 政策
- 選択的夫婦別姓制度に賛成する[6]。

## フリー転身後の活動
2010年9月、衆院選出馬にあわせ開設していた公式サイトを閉鎖した。
あわせて、魚津市での渡部陽一トークショーの司会や、ラジオたかおか・エフエムいみずでレギュラー番組を持ち始めるなど、アナウンサー・司会業としての活動を再開した。このレギュラー番組の中では、2010年10月に虫垂炎で入院していたことを明かした。
さらに2012年4月からはこれに加え、ラジオたかおかにおいて中学校の後輩でもある前任者・車吉章の後を継ぐかたちで金曜午後の5時間の生放送番組「相本芳彦のRadio-i」を開始した。
2012年秋からは、地方発信のアイドルグループ（ご当地アイドル）を結成するために、オーディションから企画・運営に携わり、明日へのスーパーアイドルのプロデュース業に意欲的に取り組んでいる。グループは2013年に「Vienolossi」としてデビューを果たし、相本は統括プロデューサーに就任している。
またNPOメンバーとして高校放送部のアナウンス指導をしたり、メディアやコミュニケーションに関する講演会を行ったりしている。

## 現在の担当番組
ラジオ
- 相本商店射水店（エフエムいみず：月曜11:30～14:00）

## 過去の担当番組
特記のないものはすべて北日本放送での出演である。
テレビ
- ビバ!クイズ
- アンタラッチャブル（1988年～1989年）
- アンタラッチャブル60（1989年～1991年頃）
- 相本・鍋田のスーパーサタデー
- えっ富山ちゃ そーなんけ!?～KNBアナウンサーの新年会（2000年1月1日放送、特番）
- KNBニュースプラス1ニュースキャスター
- ズームイン!!朝! KNBキャスター[1]
- いっちゃん☆KNB 中継

ラジオ
- 相本芳彦のRadio-i（ラジオたかおか）
- 相本のエンタクロペディア!!（ラジオたかおか、エフエムいみず）
- コンビニラジオ相本商店いらっしゃいませ〜
- KNBポップス
- 相本芳彦のぽっぷん王国[1]
- 相本芳彦のPOPどんぶりお夜食ナイト
- サンデーラジオポップス[1]
- ラジオウォーズ